# Severomoejsk-tunnel
De Severomoejsk-tunnel (Russisch: Северомуйский туннель) is een treintunnel op de Baikal-Amoerspoorweg (BAM) in het noordwesten van Boerjatië in Rusland, genoemd naar het Severomoejskgebergte die hij doorsnijdt.
De tunnel is 15.343 meter lang en ligt op een diepte tot 1,5 kilometer.
De aanleg startte in 1977 en de tunnel werd in gebruik genomen op 5 december 2003.
Vóór de aanleg van de spoorwegtunnel moesten treinen 54 kilometer omrijden in gebieden met lawinegevaar en met hellingen soms zo steil dat er hulplocomotieven nodig waren.
Op 30 november 2023, tijdens de Russisch-Oekraïense oorlog, meldden Oekraïense media explosies in een goederentrein met 44 brandstoftankwagens in de tunnel.  Ook door Russische media werd melding gemaakt van een brand in de tunnel. De veiligheidsdienst van Oekraïne beweerde achter het incident te zitten.